# Carmen Steinert

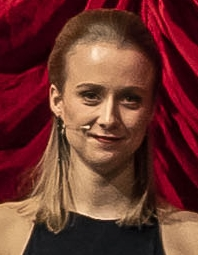
Carmen Steinert (2020)

Carmen Steinert (* 1994 in Graz, Österreich) ist eine österreichische Schauspielerin.

## Leben
Carmen Steinert begann 2012 ein Mathematikstudium an der Universität Wien, welches sie jedoch im darauffolgenden Jahr wieder abbrach, um an der Universität für Musik und darstellende Kunst Graz zu studieren. Während ihres Studiums spielte sie in verschiedenen Inszenierungen in Bern, Wien, Graz sowie Kirchdorf an der Krems. bis sie 2017 ihr Studium beendete und ihr Erstengagement am Theater Magdeburg antrat.
Von 2017 bis 2024 war sie festes Mitglied des Ensembles am Theater Magdeburg, in welchem sie unter drei Intendanzen sieben Jahren spielte. In dieser Zeit wirkte sie in über 30 Produktionen unter der Intendanz von Cornelia Crombholz, Tim Kramer, Clara Weyde, Bastian Lomsché und Clemens Leander mit. Seitdem wirkt sie dort in den Inszenierungen Nebenan (Regie: Cornelia Maschner) und Mr. Gum und der sprechende Kirschbaum (Regie: Markus Heinzelmann). Ebenfalls als Gast wirkt sie bei Blutbuch unter der Regie von Jan Friedrich mit, welches zum Berliner Theatertreffen sowie zum Heidelberger Stückemarkt 2025 eingeladen und beim Festival Radikal jung mit dem Publikumspreis ausgezeichnet wurde.

## Auszeichnungen
- 2025: Alfred-Kerr-Darstellerpreis für ihre schauspielerische Leistung in der Inszenierung Blutbuch von Kim de l’Horizon am Theater Magdeburg im Rahmen des Berliner Theatertreffens.[6][6][7]